# 크레이그 러셀
크레이그 러셀(Craig Russell, 1948년 1월 10일 ~ 1990년 10월 30일)은 캐나다의 엔터테이너, 배우, 영화배우, 텔레비전 배우이다.
토론토에서 태어났으며 토론토에서 사망하였다. 사인은 뇌졸중이다.

## 영화
- 투 아웃레이저스! (1987년)
- 아웃레이저스! (1977년)